# Leon Štukelj
Leon Štukelj (n. 12 noiembrie 1898, Novo mesto, Comuna urbană Novo mesto, Slovenia – d. 8 noiembrie 1999, Maribor, Slovenia) a fost un gimnast iugoslav de naționalitate slovenă, olimpic medaliat cu aur și atlet.